# Chamaegastrodia
Chamaegastrodia ist eine Gattung aus der Familie der Orchideen (Orchidaceae). Sie besteht aus nur drei Arten krautiger Pflanzen, die in Ost- und Südostasien beheimatet sind.

## Beschreibung
Die Arten der Gattung Chamaegastrodia sind gelblich oder rötlich braun, sie leben mykoheterotroph und bilden kein Chlorophyll. Das unterirdische Rhizom ist verzweigt und mit röhrenförmigen Niederblättern besetzt. Auch am aufrechten Teil der Sprossachse befinden sich Niederblätter, Laubblätter fehlen. Die Pflanzen können behaart oder unbehaart sein.
Der traubige Blütenstand ist endständig. Die Blütenstandsachse wird von wenigen Hochblättern umfasst. Die Tragblätter sind etwa so lang wie Fruchtknoten und Blütenstiel zusammen. Der Fruchtknoten ist nicht verdreht und zylindrisch bis spindelförmig geformt. Die Blüten sind nicht resupiniert, glockenförmig und die Blütenblätter sind nicht miteinander verwachsen. Die drei Sepalen sind etwa gleich geformt, oval und die beiden seitlichen umfassen die Basis der Lippe. Die seitlichen Petalen sind länglich und lanzettlich bis spatelförmig, manchmal haften sie am oberen Petal an. Die Lippe ist dreigeteilt: der basale Teil, das Hypochil, ist schüsselförmig bis halbrund mit seitlichen Anhängseln. Im Mittelteil, dem Mesochil, sind die Ränder nach oben geschlagen, so dass die Lippe hier fast eine Röhre bildet. Die Ränder der Lippe sind im mittleren Teil mit glatten oder gezähnten Leisten versehen. Der vordere Teil, das Epichil, ist zweilappig. Die Säule ist kurz, sie besitzt zwei seitliche, nach vorne weisende Anhängsel. Das ovale Staubblatt enthält zwei Pollinien, die über jeweils ein Stielchen mit der Klebscheibe (Viscidium) verbunden sind. Die Narbe besteht aus zwei separaten oder miteinander verschmolzenen Flächen. Das Trenngewebe zwischen Narbe und Staubblatt (Rostellum) ist dreieckig und dünn, nach dem Entfernen des Viscidiums ist das Ende ganzrandig oder schwach zweigeteilt.

## Vorkommen
Chamaegastrodia-Arten sind in Ost- und Südostasien verbreitet, sie kommen in Japan, Korea, China, entlang des Südostrandes des Himalaya bis nach Nepal und Assam vor. Sie besiedeln meist höhere Lagen von 1500 bis 2600 Meter, Chamaegastrodia shikokiana kommt in Japan wahrscheinlich auch in tieferen Lagen vor. Sie wachsen in humosem Boden in schattigen Wäldern.

## Systematik und botanische Geschichte
Chamaegastrodia wird innerhalb der Tribus Cranichideae in die Subtribus Goodyerinae eingeordnet. Nach Dressler lässt sich diese weiter in zwei Gruppen unterteilen; Chamaegastrodia steht in der kleineren Gruppe mit zwei getrennten Narbenflächen. Sehr ähnlich sind die Gattungen Odontochilus und Kuhlhasseltia, die sich durch die resupinierten Blüten und Details der Lippe und Säule unterscheiden. Weitere mykoheterotrophe Arten, die unter der Gattungsbezeichnung Evrardia bzw. Evrardianthe beschrieben wurden, wurden verschiedentlich zu Chamaegastrodia gezählt, werden aber inzwischen als Odontochilus-Arten angesehen.
Die Gattung Chamaegastrodia wurde 1935 von  Tomitarō Makino und Fumio Maekawa in Botanical Magazine. [Shokubutsu-gaku zasshi] Tokyo, Band 49, Seite 596–597 aufgestellt. Der Name setzt sich aus dem griechischen Wort χαμαί chamai, „niedrig“, und der Orchideengattung Gastrodia zusammen, da die Typusart, Chamaegastrodia shikokiana, einer kleinen Gastrodia-Art ähnelt.
Derzeit werden drei Arten zu Chamaegastrodia gezählt:
- Chamaegastrodia inverta (W.W.Sm.) Seidenf.: Sie kommt in Sichuan und Yunnan vor.[3]
- Chamaegastrodia shikokiana Makino & F.Maek.: Sie kommt von Assam bis Japan vor.[3]
- Chamaegastrodia vaginata (Hook.f.) Seidenf.: Sie kommt vom östlichen Himalaja bis ins südlich-zentrale China vor.[3]